# 牛三平
牛三平（1959年8月—），山西省洪洞县人，民办教育家，山西工商学院院长、创始人，中国农工民主党党员，第十三届全国人大代表。他曾任山西省人大常委会委员、中国农工民主党山西省委副主委。

## 生平
据报道，牛三平1975年进入至大宁县棉麻公司工作，工作至1978年。1981年，他曾在山西新华印刷厂上班。1986年，牛三平本科毕业于山西师范大学汉语言文学专业。此后，他于2002年3月至2003年7月间在山西师范大学经济系经济学专业研究生班学习，2004年7月至2006年7月间就读于北京师范大学教育与经济管理专业博士班。2018年2月24日，当选为第十三届全国人大代表。
1986年，牛三平开始办学，创办了育新自学考试辅导班。据报道，这个高等教育自学考试培训班最初只有二十几张桌子、一间租用的教室。此后数年间，辅导班辗转于太原市沙河街小学、工人文化宫、铁匠巷小学、回民小学、山西大学师范学院、农行干校之间，租用各单位的房屋进行办学。1998年，经政府支持，牛三平在太原市南部郊区征得一块土地，打算建设自己的校区。校区建设过程中，贷款意外泡汤，工程陷入停滞。牛三平变卖房产，学生提前交纳学费，教师推迟半年领取工资，校园建设终于完工。2000年9月16日，牛三平的学校结束了租用校址办学的阶段。2004年，学校备案为山西工商职业学院，成为高职院校。2011年，教育部批准学校升格为本科，改名山西工商学院，成为山西省首家民办本科高校。2020年11月30日，山西工商学院的母公司中国通才教育集团有限公司向香港交易所递交上市申请，牛三平为控股股东、董事会主席兼执行总裁，持有71%的股份。
牛三平是中国农工民主党党员，曾任山西省人大常委会委员、中国农工民主党山西省委副主委。2018年1月，他当选第十三届全国人大代表。
牛三平的儿子牛健是通才教育公司的执行董事兼行政总裁，截至2020年11月底持有公司19%的股份。